# 本村 (広島県高田郡)
本村（ほんむら）は、広島県高田郡にあった村。現在の安芸高田市の一部にあたる。

## 地理
- 河川：本村川[1]
- 山岳：頭ケ津古山、津々羅山[1]

## 歴史
- 1889年（明治22年）4月1日、町村制の施行により、高田郡本村が単独で村制施行し、本村が発足[1][2]。
- 1933年（昭和8年）郵便局開設[1]。
- 1936年（昭和11年）電信電話業務開始[1]。
- 1956年（昭和31年）4月1日、高田郡生桑村、北村、本村、横田村と合併し、町制施行し美土里町を新設して廃止された[1][2]。

### 地名の由来
次の諸説あり。
1. 品遅（治）郡にちなみ、垂仁天皇の皇子本牟智和気命が出雲大社に詣でる途中の地域を御子代として設置した。
2. 古くは穂の字を当て、稲穂の実る地の意。

## 産業
- 農業[1]

## 教育
- 1897年（明治30年）頃、私学勇心館が設けられ英語などを教授した[1]。